# شياسي (ميانكوه)
شیاسي (بالفارسية: شهرک شیاسی) هي قرية تقع في إيران في Miankuh Rural District. يقدر عدد سكانها بـ 671 نسمة بحسب إحصاء 2016.